# 第四代法夫公爵大衛·卡內基
第四代法夫公爵大衛·查爾斯·卡內基（英語：David Charles Carnegie, 4th Duke of Fife；1961年3月3日—）是一名聯合王國貴族。他是第三代法夫公爵詹姆斯·卡內基與前妻卡羅琳·杜瓦唯一存活到成年的兒子。
他在1992年前使用麥達夫伯爵作為禮節性頭銜，1992年起則使用南埃斯克伯爵頭銜；其後於2015年6月22日承襲其父的法夫公爵爵位，並成為卡內基氏族的族長。他在英國王位繼承順序中非喬治五世後裔且属于爱德华七世后裔的成员当中排最前。

## 生平
大衛·卡內基曾就讀於伊頓公學和皇家農業學院，其後在1982年於劍橋大學彭布羅克學院取得文學士學位，並於1986年取得給予足夠資歷的文學士畢業生的文學碩士學位。他曾在1982年至1985年間於股票經紀公司嘉誠工作。
1988年至1989年間，他任職於投資管理公司貝爾勞里（Bell, Lawrie and Company）。他在1990年自愛丁堡大學畢業且取得工商管理碩士學位後，於1992年至1997年間在特許會計師和財務顧問公司里夫斯和內蘭（Reeves and Neylan）工作。公爵自2008年起擔任埃爾西克開發公司（Elsick Development Co.）的主席。
公爵同時擁有麥達夫伯爵及南埃斯克伯爵在內等多個蘇格蘭及聯合王國貴族爵位，南埃斯克伯爵頭銜目前由長子查爾斯使用。
公爵目前以蘇格蘭安格斯金納德城堡為主要辦公場所及居所。

## 婚姻與子嗣
公爵於1987年6月16日在米德爾塞克斯與卡羅琳·安妮·邦廷（Caroline Anne Bunting；1961年11月13日出生於伯克郡溫莎）結婚。二人婚後育有三個兒子：
- 南埃斯克伯爵查爾斯·達夫·卡內基（1989年7月1日出生於愛丁堡）：2020年9月5日與卡米爾·阿斯科利（Camille Ascoli）結婚，畢業於愛丁堡大學。
- 喬治·威廉·卡內基勳爵（1991年3月23日出生）
- 休·亞歷山大·卡內基勳爵（1993年6月10日出生）

公爵夫人被任命為金納德城堡所在地安格斯的副郡尉。